# Saviner
Lo Saviner és una muntanya de 976,7 metres d'altitud situada en el terme actual de Conca de Dalt (antic municipi de Toralla i Serradell), al Pallars Jussà.
És a l'est-nord-est del poble de Toralla, a la serra que, des del poble, marxa en direcció a llevant, més a llevant d'on es dreça el castell de Toralla. Al nord de la muntanya de Saviner s'obre la vall de Serradell, amb els pobles de Serradell i Erinyà, i a migdia, la vall del barranc de Mascarell.
El nom d'aquesta muntanya procedeix del nom de l'arbre, la savina, que devien ser molt abundosos en aquest indret.